# Xylotrechus ogasawarensis
Xylotrechus ogasawarensis là một loài bọ cánh cứng trong họ Cerambycidae.